# Brasher Dublone

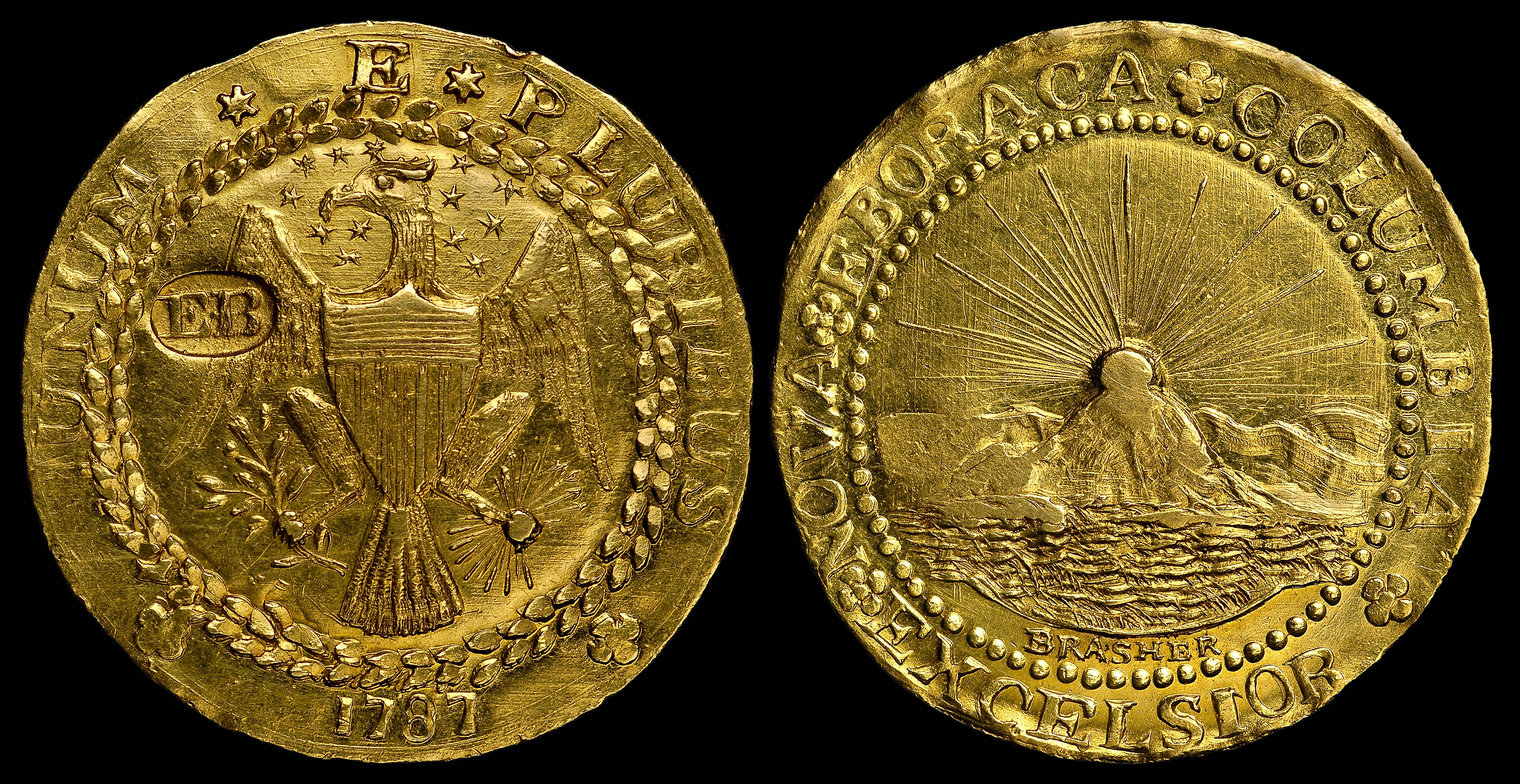
Die Brasher Dublone

Die Brasher Dublone ist eine amerikanische Goldmünze im Wert von einer Dublone bzw. von zwei Escudos, mit einem Gewicht von 6,77 g und einem Goldgehalt von 22 Karat bzw. einem Feingehalt von 916/1000. Es existieren nur wenige Exemplare, wobei die genaue Auflage der Sammlermünze nicht bekannt ist. Sie wurde 1787 in New York geschlagen und mit der Signatur Ephraim Brashers gekennzeichnet. Brasher war ein Freund von George Washington, und es ist daher naheliegend, dass es eine Hommage an die junge Nation war. Bislang sind nur 7 Exemplare bekannt, die meisten davon in öffentlichen Sammlungen. 2018 konnte eine Brasher Dublone einen Preis von über 7 Millionen Dollar erzielen. Im Januar 2021 erzielte eine Brasher Dublone in einer Auktion einen Zuschlag von 9,36 Millionen Dollar (zuzüglich Aufgeld) und war damit die teuerste jemals versteigerte Goldmünze.
Das Verschwinden einer Brasher-Dublone ist zentraler Handlungspunkt von Raymond Chandlers Kriminalroman Das hohe Fenster von 1942 mit dem Privatdetektiv Philip Marlowe. 